# Nanshanentulus urumchiensis
Nanshanentulus urumchiensis är en urinsektsart som beskrevs av Bu och Yin 2007. Nanshanentulus urumchiensis ingår i släktet Nanshanentulus och familjen lönntrevfotingar. Inga underarter finns listade i Catalogue of Life.